# Лампертсвальде
Лампертсвальде (нем. Lampertswalde) — община в Германии, в земле Саксония. Подчиняется земельной дирекции Дрезден. Входит в состав района Риза-Гросенхайн. Подчиняется управлению Шёнфельд. Население составляет 1897 человек (на 31 декабря 2010 года). Занимает площадь 29,06 км². Официальный код района — 14 2 85 130.
Община подразделяется на 5 сельских округов.

## Население
| Год  | Численность | Численность |
| ---- | ----------- | ----------- |
| 2017 | 2576        | [ 1 ]       |
| 2019 | 2582        | [ 3 ]       |
| 2021 | 2492        | [ 4 ]       |
| 2022 | 2517        | [ 5 ]       |
| 2023 | 2510        | [ 2 ]       |